# Riego de Ambrós
Pour les articles homonymes, voir Riego.
Riego de Ambrós est une localité de la commune (municipio) de Molinaseca, dans la comarque de El Bierzo, province de León, communauté autonome de Castille-et-León, au nord-ouest de l'Espagne.
La localité de Riego de Ambrós est une halte sur le Camino francés du Pèlerinage de Saint-Jacques-de-Compostelle.

## Histoire
Au XIIe siècle existait un hospice pour les pèlerins.

## Géographie

### Localités voisines
| Nord-ouest Molinaseca (chef-lieu)                            | Nord Onamio (municipio de Molinaseca) Castropodame (chef-lieu)                | Nord-est Paradasolana (municipio de Molinaseca)                      |
| Ouest Lombillo de los Barrios (es) (municipio de Ponferrada) |                                                                               | Est Castrillo del Monte, Folgoso del Monte (municipio de Molinaseca) |
| Sud-ouest Valdefrancos (es) (municipio de Ponferrada)        | Sud Espinoso de Compludo, Palacios de Compludo (es) (municipio de Ponferrada) | Sud-est El Acebo (municipio de Molinaseca)                           |

## Culture et patrimoine

### Pèlerinage de Compostelle
Par le Camino francés du Pèlerinage de Saint-Jacques-de-Compostelle, le chemin vient de la localité d'El Acebo, au sud-est, dans le même municipio de Molinaseca.
La prochaine halte est la localité de Molinaseca, chef-lieu du municipio du même nom, vers le nord-ouest.

### Monuments religieux
L'église, dédiée à Sainte Marie Madeleine, possède une nef unique et une abside rectangulaire.

## Sources et références
- (es) Cet article est partiellement ou en totalité issu de l’article de Wikipédia en espagnol intitulé « Riego de Ambrós » (voir la liste des auteurs).
- (fr) Grégoire, J.-Y. & Laborde-Balen, L. , Le Chemin de Saint-Jacques en Espagne - De Saint-Jean-Pied-de-Port à Compostelle - Guide pratique du pèlerin, Rando Éditions, mars 2006,  (ISBN 2-84182-224-9)
- (fr) Camino de Santiago St-Jean-Pied-de-Port - Santiago de Compostela, Michelin et Cie, Manufacture Française des Pneumatiques Michelin, Paris, 2009,  (ISBN 978-2-06-714805-5)
- (fr) Le Chemin de Saint-Jacques Carte Routière, Junta de Castilla y León, Editorial